# Robert Bourassa
Robert Bourassa (Montreal ,14 de julio de 1933-Montreal, 2 de octubre de 1996) fue un político y economista quebequense. Fue primer ministro de Quebec por el Partido Liberal de Quebec en dos mandatos no consecutivos; el primero del 12 de mayo de 1970 al 25 de noviembre de 1976, y el segundo del 12 de diciembre de 1985 al 11 de enero de 1994.
| Predecesor: Jean Lesage           | Líder del Partido Liberal de Quebec 1970-1976 | Sucesor: Gérard D. Lévesque    |
| Predecesor: Jean-Jacques Bertrand | Primer ministro de Quebec 1970-1976           | Sucesor: René Lévesque         |
| Predecesor: Gérard D. Lévesque    | Líder del Partido Liberal de Quebec 1983-1994 | Sucesor: Daniel Johnson (hijo) |
| Predecesor: Pierre-Marc Johnson   | Primer ministro de Quebec 1985-1994           | Sucesor: Daniel Johnson (hijo) |